# Station Wylde Green
Wylde Green is een spoorwegstation van National Rail in Wylde Green, Birmingham in Engeland. Het station is eigendom van Network Rail en wordt beheerd door West Midlands Trains.